# Mikrobi (rádiójáték)
Az alábbi cikk a Mikrobi című tudományos-fantasztikus ifjúsági rádiójáték-, hangjáték-, mesejáték-sorozat epizódjainak listáját tartalmazza.

## I.-II. évad (1969-1970)
Mikrobi és a holnaplátók
Írta: Botond-Bolics György
Rendező: László Endre
Szerkesztő, dramaturg: Bujtás Amália
Zenéjét összeállította: Erőss Ági
Szereposztás: Mikrobi – Csákányi László; Mark – Petrik József; Edda – Örkényi Éva, Kóti Kata és Lengyel Erzsi; Igor kapitány: Bitskey Tibor; Torak főnavigátor: Pathó István; Irina: Lóránd Hanna; Morla: Lázár Gida; Géphang: Szirmai Jenő; narrátor: Kovács P. József és Galamb György; Kutas doktor: Ruttkai Ottó; Aloatt a gépagy: Várhelyi Endre; Ugnan bolygólakó: Horváth Tivadar; Morla bolygólakó: Körmendi János; Logifon: Szuhai Balázs; Maron: Bodor Tibor
További szereplők: Baracsi Ferenc; Horváth Tivadar
| Rész       | Cím                            | Bemutató | Hossz | Tartalom |
| ---------- | ------------------------------ | --- | ----- | --- |
| I/1. (1)   | Fekete ködben                  | 1969.06.21. 9:15-9:40 Petőfi Rádió Ismétlés: 1972.07.13 8:05-8:30 Petőfi Rádió 2003. 01.26 20-20:25 Petőfi Rádió    | 23:38 | Az Explorátor űrhajó fontos feladattal száguld a világűrben, lakott égitesteket keres a galaxisban. Ezen az estén azonban az Explorátoron született ikerpár, Mark és Edda 15-dik születésnapját ünneplik. Közben a tőlük 700 millió kilométerre egy csillag ledobta gázburkát, és ez nagy sebességgel az űrhajó felé tart. |
| I/2. (2)   | Találkozás a kristálylényekkel | 1969.08.18. 9:13-9:40 Petőfi Rádió Ismétlés: 1972.07.15 8:05-8:32 Petőfi Rádió 2003. 02.09 20-20:27 Petőfi Rádió    | 26:37 | Az agyhullámokat észlelő bioreporter, gondolkodó lényeket jelez. Az űrhajósok azonban hiába kutatnak. Igor kapitány úgy dönt, nincs semmi veszély, az ikrek nyugodtan kimehetnek Mikrobi kíséretével, hogy kipróbálhassák legújabb űrhajómodelljüket. De vajon tényleg biztonságban vannak? |
| I/3. (3)   | Logifon lépre megy             | 1969.09:22 9:10-9:40 Petőfi Rádió Ismétlés: 1972.07.17 8:05-8:35 Petőfi Rádió 2003. 02.09 20-20:30 Petőfi Rádió     | 29:18 | A szerencse ezúttal az űrhajósok mellé szegődik. Olyan kristálylényekkel találkoznak a szakemberek, akik egyértelműen, logikusan gondolkodnak, és üzenetet sugároznak hőseink felé. Itt az idő, hogy bevessék Logifont, a fordítórobotért... |
| II/1. (4)  | Idegen űrhajók                 | 1969.10.20. 9:12-9:40 Petőfi Rádió Ismétlés: 1972.07.19 8:05-8:35 Petőfi Rádió 2003. 03.09 20:00-20:28 Petőfi Rádió | 27:41 | A radarberendezésen parányi fénypont jelenik meg. Hol nagyobbnak látszik, hol kisebbnek, fénye hol fellobban, hol elhalványul, majd egyszer csak semmivé foszlik. Az űrhajósok megdöbbennek: nem lehet egy eltévedt meteor, hiszen a pályáját folyamatosan változtatja. Nincs kétség, tőlük nem messze egy idegen objektum száguld a világűrben.                                                                                             |
| II/2. (5)  | A gépagy hatalmában            | 1969.11.17. 8:10-8:40 Petőfi Rádió Ismétlés: 1972.07.20 8:05-8:35 Petőfi Rádió 2003. 03.23 20-20:30 Petőfi Rádió    | 28:59 | Az Explorátort idegen űrhajók ejtik foglyul, és magukkal viszik bolygójukra a magatehetetlen járművet. Igor kapitány tehetetlen, az irányítás nem az ő kezében van. Az Explorátor már a gépagy foglya. Igor kapitány tehetetlen, várakozik... Mit akarhatnak tőlük az idegenek? Kutas dr. Torak társaságában felderítőútra indul... |
| II/3 (6)   | A lázadók bolygóján            | 1969.12.15. 9:08-9:40 Petőfi Rádió Ismétlés: 1972.07.21 8:05-8:35 Petőfi Rádió                                      | 28:59 | Az Explorátor űrhajó leszáll a lázadók bolygóján. Miközben Mark és Edda, Mikrobi kíséretében az erdei tisztáson sétálnak, Sakk és Sekk a két segítő szervoroboter növény- és ásványmintákat gyűjtenek. A két robot azonban egyszer csak nyomtalanul eltűnik, és kisvártatva hőseinket is megtámadják és elrabolják a bolygólakók. |
| II/4 (7)   | Ütközet a világűrben           | 1970.01.12. 9:07-9:40 Petőfi Rádió Ismétlés: 1972.07.24 8:05-8:35 Petőfi Rádió                                      | 28:59 | Aloatt, a gépagy minden bolygólakót megvizsgált, értékelt. Az egyszerű emberek nyugodtan élhettek, akiknek azonban felsőbbrendű képességeik voltak folyamatos veszélyben töltötték életüket, hiszen, ha a gépagy úgy érezte, a tudása valamilyen téren hiányos, akkor ismereteit az ő agytartalmukkal egészítette ki... |
| II/5 (8)   | Aloatt trónfosztása            | 1970.02.14 14:30-15:00 Petőfi Rádió Ismétlés: 1972.07.25 8:05-8:40 Petőfi Rádió                                     | 28:59 | Aloatt, a gépagy, valahol a bolygó alatti mesterségesen vájt, hatalmas üregrendszerben rejtőzik. De vajon hol lehet az a gigantikus erőforrás, amellyel Aloatt magát táplálja? Lehetséges, hogy olyan mélyen, a föld alsó rétegeiben van az erőmű, hogy az Explorátor műszerei nem tudják jelezni? Itt az idő, hogy Mikrobi megmutassa, mit tud! Leszáll a bolygó felszínére, hogy megkeresse Aloatt-ot.                                     |
| III/1 (9)  | Különös fogadtatás             | 1970.04.14. 18:10-18:34 Petőfi Rádió Ismétlés: 1972.07.26 8:05-8:34 Petőfi Rádió                                    | 28:20 | Az explorátor űrhajó új bolygó meghódítására készül, de a felfedezendő égitestet körülrepülve az életnek semmilyen jelét sem találják. Már a távozáshoz készülődnek, amikor a magasabb rendű élet erős jeleit adja a bioreporter. Az űrhajó leszáll egy sima, kopár szigeten, és Kutas doktor egy robot kíséretében felderítőútra indul. A robot azonban kisvártatva nyomtalanul eltűnik.                                                    |
| III/2 (10) | A delfinidák szigetén          | 1970.05.12. 18:10-18:44 Petőfi Rádió Ismétlés: 1972.07.27 8:05-8:39 Petőfi Rádió                                    | 33:37 | A kétéltű bolygólakók, a delfinidák hamar megbarátkoztak az explorátor utasaival. Kutas doktor megvizsgálhatja és megjelölheti a kicsit pingvinhez, kicsit delfinhez hasonlító lényeket. Az utazók mindent megtesznek azért, hogy valahogy megértsék és megértessék magukat a lassan totyogó őslakosokkal. |
| III/3 (11) | Irány a Föld                   | 1970.06.05. 11:00-11:35 Kossuth Rádió Ismétlés: 1972.07.28 8:05-8:37 Petőfi Rádió                                   | 31:27 | A delfinidák gondolkodó lények. Ez Kutas doktor megállapítása, bár szerinte az itteniek a Föld valaha volt ősemberei szintjén léteznek és kommunikálnak. A tudós csalódottan nézegeti a barlangokból előkerült pattintott kőszerszámokat, de érzi, hogy valami titok lappang. A delfinidák konvojban követik a tengerben otthonaikat kutató Kutas doktort, de azonnal magára hagyják, ha sisakján felkapcsolja a látását segítő erős lámpát. |

## III. évad (1971)
Antaridák a Földön
Írta: Botond-Bolics György és László Endre
Rendező munkatársa: Lendvai Istvánné
Technikai munkatárs: Krausz Éva
Zenei munkatárs: Kutasi Ferenc
Zenéjét összeállította: Kutassy Ferenc
Szerkesztő: Bujtás Amália
Rendező: László Endre
Szereposztás: Mikrobi: Csákányi László; Maron: Rutkai Ottó; Irina: Lóránd Hanna; Márk: Petrik József; Edda: Örkényi Éva; Mixi és Pixi: Lengyel Erzsi; Portás: Csók István; Li Antarida: Dégi István; Maxi: Botár Endre; Helénke: Sós Edit; Fodrásznő: Tóth Judit; Bo Antarida: Kéri Gyula; Fő Antarida: Szabó Ottó; Duxi: Hlatki László; Irányító tiszt: Harkányi Endre; Hangszóró hang: Garics János; Rá Antarida: Lázár Gida; Boxi: Uri István; Hírolvasó: Hajnóczy Lívia; Fé Antarida: Bazilidesz Zoltán; Ko Antarida: Velencei István; Irina helyettese: Fodor Zsóka
| Rész   | Cím                         | Bemutató                                                                          | Hossz | Tartalom |
| ------ | --------------------------- | --------------------------------------------------------------------------------- | ----- | --- |
| 1 (12) | Mikrobi gyanút fog          | 1971.06.23. 15:20-16:00 Kossuth Rádió Ismétlés: 1972.07.31 8:05-8:43 Petőfi Rádió | 38:11 | A III. évezredben élünk. Pontosan 18 évvel ezelőtt indult el az explorátor űrhajó, hogy a galaxis csillagvilágában intelligens kultúrák után kutasson. Több ilyet is talált, például a kristálylényeket és a delfinidákat. Egy évvel ezelőtt szerencsésen hazaérkeztek. Bankettet, bankett követett, majd az űrhajósok miután megkapták luxusvillájukat elkezdték kissé unalmas földi életüket. |
| 2 (13) | Mikrobi a fodrászszalonban  | 1971.06.25. 14:25-15:00 Kossuth Rádió Ismétlés: 1972.08.02 8:05-8:37 Petőfi Rádió | 31:36 | Márk és Edda – Mikrobi, a csupa agy roboter segítségével – a telepátia titkát kutatják. A kísérlet közben felfigyelnek rájuk az Anteusz bolygón élő anteridák, és öt nihilont (test nélküli energiagóc) küldenek a földre, hogy elpusztítsák a kutatókat. Egyikük, Mikrobi segítségével lelepleződik, így kitudódik a küldöncök szörnyű küldetése, amely még nem ért véget.                     |
| 3 (14) | Mikrobi és a légikalóz      | 1971.06.28. 14:05-14:38 Kossuth Rádió Ismétlés: 1972.08.03 8:05-8:38 Petőfi Rádió | 32:50 | Az Antaridák közül már kettő Márk, Edda és Mikrobi foglya. A gyerekek kihallgatják a két fogoly beszélgetését, és megtudják, hogy most a harmadik Antarida lép akcióba. Feladata a hármas számú ellenség kiiktatása. |
| 4 (15) | Mikrobi "medvéül" tolmácsol | 1971.06.30. 15:20-16:00 Kossuth Rádió Ismétlés: 1972.08.04 8:05-8:41 Petőfi Rádió | 35:51 | A Földre küldött öt antarida közül három már már a kutatók foglya. Ketten azonban még mindig garázdálkodnak, és az egyik fogoly szolgarobotere Dixi is nyomtalanul eltűnt. Állítólag az erdőbe küldték szamócát szedni. |
| 5 (16) | Mikrobi két tűz között      | 1971.07.02. 14:25-15:00 Kossuth Rádió Ismétlés: 1972.08.04 8:05-8:39 Petőfi Rádió | 33:43 | A foglyok szám immár négyre emelkedett. Az ötödik antarida azonban az eddigieknél is veszélyesebb, Mikrobi fotocellái mögé bújva indít támadást a kutatócsalád ellen. |

## IV. évad (1972)
Mikrobi mint robotidomár
Írta: Botond-Bolics György és László Endre
Rendező: László Endre
Szerkesztő: Bujtás Annamária
Szereposztás: Mikrobi – Csákányi László; Igor kapitány – Bitskey Tibor; Maron: Ruttkai Ottó, Irina: Lóránd Hanna, Mark: Petrik József; Edda: Örkényi Éva; Fantó mérnök: Dégi István, A korita: Gelley Kornél; Riporter: Harkányi Endre
| Rész   | Cím                       | Bemutató                                                                       | Hossz | Tartalom |
| ------ | ------------------------- | ------------------------------------------------------------------------------ | ----- | -------- |
| 1 (17) | A titokzatos piramis      | 1972.04.05. 8:21-9:00 Petőfi Rádió Ismétlés: 1972.08.08 8:05-8:45 Petőfi Rádió | 37:21 |          |
| 2 (18) | Két roboternek nyoma vész | 1972.04.06. 8:21-9:00 Petőfi Rádió Ismétlés: 1972.08.09 8:05-8:46 Petőfi Rádió | 37:44 |          |
| 3 (19) | A naplopó Merkuriták      | 1972.04.07. 8:19-9:00 Petőfi Rádió Ismétlés: 1972.08.10 8:05-8:46 Petőfi Rádió | 39:42 |          |
| 4 (20) | A Merkuriták támadása     | 1972.04.08. 8:20-9:03 Petőfi Rádió Ismétlés: 1972.08.12 8:05-8:45 Petőfi Rádió | 38:26 |          |
| 5 (21) | Híd a világűrön át        | 1972.04.10. 8:17-9:00 Petőfi Rádió Ismétlés: 1972.08.14 8:05-8:48 Petőfi Rádió | 41:05 |          |

## V. évad (1973)
Mikrobi szárnyra kél
Fantasztikus-rádiójáték
Írta: Botond-Bolics György és László Endre
Mikrobi: Csákányi László, Maron: Ruttkai Ottó
Zenei munkatárs: Török Etel
Szerkesztő: Bujtás Amália
Rendező: László Endre
A Gyermekrádió műsora
Szereposztás:Mikrobi: Csákányi László, Maron: Ruttkai Ottó; Irina: Lóránd Hanna; Igor kapitány: Bitskey Tibor; Mark: Petrik József; Edda: Örkényi Éva; Korita: Gelley Kornél; Szótidó törzsfőnök: Hlatky László; Tilidó a lánya: Detre Annamária; Fárészó: Fodor Tamás; Dolámi: Képessy József; Rikkancs: Henkel Gyula; Tévériporter: Gálvölgyi János; Á. T. Sokles: Jákó Pál; Képviselő: Kenderesi Tibor; Fámiré: Turgonyi Pál; Logifon: Lázár Gida
| Rész   | Cím                               | Bemutató                               | Hossz | Tartalom |
| ------ | --------------------------------- | -------------------------------------- | ----- | -------- |
| 1 (22) | Lángtengeren át                   | 1973.08.13. 15:10-15:485 Kossuth Rádió |       |          |
| 2 (23) | Ismerkedés a vénuszlakókkal       | 1973.08.15. 15:10-15:51 Kossuth Rádió  |       |          |
| 3 (24) | Harc a pikkelyes hosszúnyakúkka l | 1973.08.17. 14:25-15:00 Kossuth Rádió  |       |          |
| 4 (25) | A gárdakapitány                   | 1973.08.22. 15:10-15:44 Kossuth Rádió  |       |          |
| 5 (26) | A korita hazatér                  | 1973.08.24. 14:25-15:10 Kossuth Rádió  |       |          |

Mikrobi mint diplomata
Írta: Botond-Bolics György és László Endre
Szereposztás: Mikrobi: Csákányi László; Igor kapitány: Benkő Gyula; Benkő Gyula;Maron: Ruttkai Ottó; Irina: Lóránd Hanna; Mark: Petrik József; Edda: Örkényi Éva; Tilidó: Detre Annamária; Dólámi: Basilides Zoltán; Szótidó: Hlatky László; Mitiré: Pártos Erzsi; Rádiós: Galamb György; Raff: Velenczey István; Részolá: Turgonyi Pál; Paderno: Ajtay Andor; Vindon: Henkel Gyula
Szerkesztő: Bujtás Amália
Zenei munkatárs: Erőss Ágota
Rendező: László Endre
A Gyermekrádió műsora
| Rész   | Cím                        | Bemutató                              | Hossz | Tartalom |
| ------ | -------------------------- | ------------------------------------- | ----- | -------- |
| 1 (27) | Kockázatos műtét           | 1973.08.27. 15:10-15:53 Kossuth Rádió | 42:56 |          |
| 2 (28) | A romok szigetén           | 1973.08.29. 15:10-15:59 Kossuth Rádió | 43:03 |          |
| 3 (29) | A termopidák támadása      | 1973.08.31. 15:10-15:50 Kossuth Rádió | 38:51 |          |
| 4 (30) | A kék hegyek kincse        | 1973.09.03. 15:10-15:53 Kossuth Rádió | 43:15 |          |
| 5 (31) | Egy rögeszme megszállottja | 1973.09.06. 14:15-15:00 Kossuth Rádió | 43:57 |          |

## VI. évad (1974)
Mikrobi és a Pantagonit
Fantasztikus rádiójáték
Szerző: Botond-Bolics György és László Endre
Zenei szerkesztő/munkatárs: Erőss Ágota
Szerkesztő: Bujtás Amália
Rendező: László Endre
Szereposztás: Mikrobi I. és Mikrobi II.: Csákányi László; Maron: Ruttkai Ottó; Irina: Lóránd Hanna; Mark: Petrik József; Edda: Örkényi Éva; Amarillo: Balázsovits Lajos; Tilido: Detre Annamária; Bernard: Bodrogi Gyula; Pixi: Lengyel Erzsi; Orett: Képessy József; Zakmár: Horkai János; Államfő: Egri István; Alexi: Gyurkovics Zsuzsa; Rádiós: Henkel Gyula Raff: Velenczey István;
A sorozat a Venus bolygóról hozott Pantagonit ércről szól, amelyről kiderül, hogy valamiféle antimágnes, amely nagy erővel taszít el magáról minden fémet. A történetnek potyautas szereplője is van, a 13 éves Alexi személyében, aki űrpilóta szeretne lenni.
| Rész   | Cím                   | Bemutató                               | Hossz | Tartalom |
| ------ | --------------------- | -------------------------------------- | ----- | -------- |
| 1 (32) | Ismét a Földön        | 1974.04.07. 14:15-15:00 Kossuth Rádió  |       |          |
| 2 (33) | Vita a Világtanácsban | 1974.04.09. 14:06-14:49 Kossuth Rádió  |       |          |
| 3 (34) | Mélységek ostroma     | 1974.04.10. 15:10-15:53 Kossuth Rádió  |       |          |
| 4 (35) | Váratlan fordulat     | 1974.04.12. 14:16-15:10 Kossuth Rádió  |       |          |
| 5 (36) | Vakmerő vállalkozás   | 1974.04.16. 14:05-14:49 Kossuth Rádió  |       |          |
| 6 (37) | Karambol a világűrben | 1974.04.19. 14.:16-15:00 Kossuth Rádió |       |          |

Mikrobi a mesterdetektív 
Fantasztikus rádiójáték
Írta: Botond-Bolics György és László Endre
Zenei munkatárs: Erőss Ágota
Szerkesztő: Bujtás Amália
Rendező: László Endre
Szereposztás: Mikrobi: Csákányi László; Maron: Ruttkai Ottó; Irina: Lóránd Hanna; Edda: Mednyánszky Ági; Henri: Orczy Teréz; Pixi: Lengyel Erzsi; Taganak és Suupramax: Kéry Gyula; Amarillo: Szokolay Ottó; Főportás: Szirmai Jenő; Mark: Petrik József; Géphang: Erdélyi György
A Gyermekrádió műsora
| Rész   | Cím                  | Bemutató                              | Hossz | Tartalom |
| ------ | -------------------- | ------------------------------------- | ----- | -------- |
| 1 (38) | Győz az android      | 1974.12.23. 15:10-15:50 Kossuth Rádió |       |          |
| 2 (39) | Gyanús események     | 1974.12.24. 10:05-10:45 Kossuth Rádió |       |          |
| 3 (40) | Zsarol a reprobot    | 1974.12.27. 14:19-15:00 Kossuth Rádió |       |          |
| 4 (41) | A denevér titka      | 1974.12.30. 15:10-15:51 Kossuth Rádió |       |          |
| 5 (42) | A krivoniták üzenete | 1974.12.31. 10:05-10:45 Kossuth Rádió |       |          |

## VII. évad (1975)
Mikrobi, a cselszövő
Botond-Bolics György ötletéből írta László Endre
Zenei szerkesztő: Erőss Ágota
Szerkesztő: Bujtás Amália
Rendező: László Endre
A Gyermekrádió műsora
Szereposztás: Mikrobi: Csákányi László; Maron: Ruttkai Ottó; Irina: Lóránd Hanna; Mark: Petrik József; Edda: Örkényi Éva; Henri: Meixler Ildikó; Bandar: Garics János; Roboter: Turgonyi Pál; Rádiós: Henkel Gyula; Parkusz: Papp János; Gea és Másolat-Gea: Péva Ilona; Tudós: Konrád Antal; Riporter: Levente Péter; Elnök: Márkus Ferenc; Dzsambi: Ambrus András; Mérnöknő és Női hang: Hajnóczy Lívia; Pixi: Lengyel Erzsi; Kapitány: Hankó Elemér
| Rész   | Cím                       | Bemutató                                                                               | Hossz | Tartalom |
| ------ | ------------------------- | -------------------------------------------------------------------------------------- | ----- | -------- |
| 1 (43) | A rejtélyes űrhajó        | 1975.06.09. 15:10-15:50 Kossuth Rádió Ismétlés: 1976. 07.07. 10:05-10:43 Kossuth Rádió | 37:24 |          |
| 2 (44) | Az idegen bolygó lakói    | 1975.06.16. 15:10-15:50 Kossuth Rádió Ismétlés: 1976. 07.09. 10:05-10:42 Kossuth Rádió | 36:47 |          |
| 3 (45) | Ösvény az őserdőben       | 1975.06.23. 15:10-15:50 Kossuth Rádió Ismétlés: 1976. 07.14. 10:05-10:43 Kossuth Rádió | 36:58 |          |
| 4 (46) | Kegyetlen törvények       | 1975.07.03. 15:10-15:50 Kossuth Rádió Ismétlés: 1976. 07.16. 10:05-10:44 Kossuth Rádió | 38:13 |          |
| 5 (47) | Mi történt a "Pollux"-on? | 1975.07.05. 15:10-15:50 Kossuth Rádió Ismétlés: 1976. 07.21. 10:10-10:50 Kossuth Rádió | 36:32 |          |

## VIII. évad (1976)
Mikrobi és a felhőlény
Az ötrészes kalandos történet ezúttal egy másik csillagvilágból érkező titokzatos kék gömb, illetve izzó, mozgó, felhőcske okozta kavarodás kinyomozásáról szól, sok fordulattal, meglepetéssel.
Szereposztás: Mikrobi és Mikrobi II.: Csákányi László; Maron: Ruttkai Ottó; Irina: Lóránd Hanna; Mark: Petrik József; Edda: Örkényi Éva; Henry: Meixler Ildikó; Elnök: Zách János; Titkárnő: Hajnóczy Lívia; Bemondó: Kéri Gyula; Gea: Péva Ibolya; Pixi: Lengyel Erzsi; Toxico: Gálvölgyi János; Első lény: Basilides Zoltán; Lipari: Ungvári László; Rolf: Rindt Rudolf
Írta és rendezte: László Endre
Zenei munkatárs: Erőss Ágota
Szerkesztő: Bujtás Annamária
A Gyermekrádió műsora
| Rész   | Cím                      | Bemutató                              | Hossz | Tartalom |
| ------ | ------------------------ | ------------------------------------- | ----- | -------- |
| 1 (48) | Izgalom a Hotel Domongón | 1976.07.23. 10:10-10:50 Kossuth Rádió | 38:11 |          |
| 2 (49) | [ 133 ]                  | 1976.07.28. 10:10-10:50 Kossuth Rádió | 31:36 |          |
| 3 (50) | Gyermek úszik az űrben   | 1976.07.30. 10:10-10:50 Kossuth Rádió | 32:50 |          |
| 4 (51) | Halálraszánt önkéntesek  | 1976.08.04. 10:05-10:45 Kossuth Rádió | 35:51 |          |
| 5 (52) | Pixi munkálkodni kezd    | 1976.08.06. 10:05-10:45 Kossuth Rádió | 33:43 |          |